# Manuel Soler i Camillo
Manuel Soler i Camillo (Lleida, 1 de gener de 1862 - Palma Soriano, 1895) fou un metge pràctic i humanitari. Tot i que neix a Lleida, passa la seva infantesa a Manresa on cursa l'ensenyament secundari. El 1875 se'n va a Barcelona a estudiar Medicina i es llicencia el 1881. Un cop opté el títol de metge, exerceix a Maldà durant dos anys, fins que el 1884, quan té 24 anys, torna a Manresa.
Són nombrosos els documents que donen fe de la seva gran tasca com a facultatiu de beneficència alhora que proven el seu gran candor humà. Durant molt temps, va visitar gratuïtament els pobres de la ciutat, a més a més fou un metge amb considerable prestigi local, en els aspectes assitencials i humans.
Manuel Soler elaborà un quadre demogràfic de l'epidèmia de còlera del 1885 a la ciutat de Manresa, un dels primers que apareix a les llibreries de la ciutat. El ressò del treball de Soler i Camillo és tan gran que arribà a Cadis, on és premiat i felicitat. També, el 1890, el seu treball de Demografia i Climatologia és guardonat amb accèssit per la Reial Acadèmia de Medicina de Cadis.
El 1891, és nomenat metge auxiliar de l'Administració de Justícia i Penitenciària del Jutjat de Manresa i exerceix com a metge forense.
Soler va ser un defensor de la vacunació anticolèrica de Jaume Ferran. De fet, va ser col·laborador de Ferran en el seu treball de vacunació a València. Soler pretenia adquirir experiència per poder-la aplicar a Manresa. Però, el governador civil va disposar que la vacuna només la pogués utilitzar Ferran.